# 蔚来ES6
蔚来ES6是中国蔚来汽车推出的中型运动型多用途车。也是其第二款SUV车型。2018年在中国市场面世，报价区间为35.8万到54.8万。